# Miles Copeland III
Miles Axe Copeland III (Londra, 2 maggio 1944) è un produttore discografico statunitense, meglio conosciuto come fondatore della I.R.S. Records.

## Biografia
Il padre, Miles Copeland Jr., era un agente nonché uno dei fondatori della CIA di Birmingham, mentre la madre, la scozzese Lorraine Adie, fece parte dell'intelligence britannica. A causa del lavoro dei genitori furono costretti a trasferirsi in svariati paesi Nordafricani, soprattutto in Siria, in Egitto e in Libano. Per questo motivo i fratelli Copeland impararono la lingua araba.
Suo fratello, Stewart Copeland, è il batterista del trio rock The Police, del quale Miles fece da manager. L'altro fratello, Ian Copeland, era uno scrittore che, nel libro Wild Thing, raccontò le sue avventure assieme a Miles e a Stewart nel mondo della musica. Ian Copeland morì il 26 maggio 2006, all'età di 57 anni.
Miles iniziò a frequentare il college al Birmingham-Southern College di Birmingham, in Alabama, nel 1962. Ottenne il diploma nel 1966 e iniziò a frequentare l'Università Americana di Beirut dove si laureò in Economia nel 1969. In quell'anno aveva già promosso il suo primo concerto. Tornato in Inghilterra, Miles iniziò a frequentare il mondo della musica, promuovendo e finanziando molte band. Creò un festival europeo di musica, Startrucking, al quale parteciparono molti cantanti come Tina Turner e Lou Reed.
Dopo altri successi dello stesso livello dello Startrucking festival, Miles creò la I.R.S. Records. Firmò contratti con molti gruppi come i R.E.M., The Cramps e le Go-Go's, guadagnando ancor più rilevanza nell'industria musicale. Dopo lo scioglimento dei Police, Miles sponsorizzò Sting nel suo progetto solista e collaborò per un periodo con Zucchero Fornaciari.
È sposato con Adriana Corajoria, una modella Argentina, dal 1989; la coppia ha tre figli.